# Roma-Napoli-Roma 1908
La Roma-Napoli-Roma 1908, settima edizione della corsa, si svolse dal 19 al 20 settembre 1908 su un percorso di 457,9 km suddiviso su 2 tappe. La vittoria fu appannaggio dell'italiano Giovanni Gerbi, che completò il percorso in 17h08'18" precedendo i connazionali Luigi Chiodi e Luigi Ganna.
Questa edizione fu contrassegnata da un cambio di regolamento: la classifica finale venne stilata a tempo, sommando il tempo della prima frazione a quallo della seconda,  la quale, prevedeva partenze scaglionate a seconda dei distacchi fatti registrare nella prima frazione. Quindi, il primo giunto sul traguardo di Napoli, partiva per primo, il secondo per secondo, ma con una distanza temporale pari al distacco della tappa precedente.

## Tappe
| Tappa  | Data         | Percorso      | km    | Vincitore di tappa | Leader cl. generale |
| ------ | ------------ | ------------- | ----- | ------------------ | ------------------- |
| 1ª     | 19 settembre | Roma > Napoli | 230   | Giovanni Gerbi     | Giovanni Gerbi      |
| 2ª     | 20 settembre | Napoli > Roma | 227,9 | Giovanni Gerbi     | Giovanni Gerbi      |
| Totale | Totale       | Totale        | 457,9 |                    |                     |

## Dettagli delle tappe

### 1ª tappa
- 19 settembre: Roma > Napoli – 230 km

Risultati
| Pos. | Corridore        | Squadra | Tempo    |
| ---- | ---------------- | ------- | -------- |
| 1    | Giovanni Gerbi   | Maino   | 8h14'32" |
| 2    | Domenico Cittera | -       | a 7'55"  |
| 3    | Luigi Chiodi     | Peugeot | a 7'58"  |

| Pos. | Corridore        | Squadra | Tempo    |
| ---- | ---------------- | ------- | -------- |
| 1    | Giovanni Gerbi   | Maino   | 8h14'32" |
| 2    | Domenico Cittera | -       | a 7'55"  |
| 3    | Luigi Chiodi     | Peugeot | a 7'58"  |

### 2ª tappa
- 20 settembre: Napoli > Roma – 227,9 km

Risultati
| Pos. | Corridore      | Squadra | Tempo    |
| ---- | -------------- | ------- | -------- |
| 1    | Giovanni Gerbi | Maino   | 8h53'46" |
| 2    | Luigi Ganna    | Atala   | a 18'46" |
| 3    | Luigi Chiodi   | Peugeot | a 25'45" |

| Pos. | Corridore      | Squadra | Tempo     |
| ---- | -------------- | ------- | --------- |
| 1    | Giovanni Gerbi | Maino   | 17h08'18" |
| 2    | Luigi Chiodi   | Peugeot | a 33'43"  |
| 3    | Luigi Ganna    | Atala   | a 34'14"  |

## Classifiche finali

### Classifica generale
| Pos. | Corridore        | Squadra       | Tempo      |
| ---- | ---------------- | ------------- | ---------- |
| 1    | Giovanni Gerbi   | Maino         | 17h08'18"  |
| 2    | Luigi Chiodi     | Peugeot-Wober | a 33'43"   |
| 3    | Luigi Ganna      | Atala         | a 34'14"   |
| 4    | Domenico Cittera | -             | a 35'49"   |
| 5    | Carlo Oriani     | -             | a 1h32'13" |
| 6    | Ernesto Azzini   | Atena         | a 1h42'48" |
| 7    | Giuseppe Dilda   | -             | a 2h15'43" |
| 8    | Giovanni Ciotti  | -             | a 2h16'44" |
| 9    | Amedeo Baiocco   | -             | a 3h10'19" |
| 10   | Guido Di Marco   | -             | a 4h03'52" |